# District Line
District Line és una línia de ferrocarril de trànsit ràpid del Metro de Londres (en anglès London Underground), que apareix al mapa (the Tub map) de color verd. La línia circula de les estacions d'Ealing Broadway a Upminster i el traçat de la línia és soterrat de baixa profunditat, especialment a la zona del centre de Londres, ja que la tècnica utilitzada va ser la Cut and Cover o entre pantalles.

## Història
La història d'aquesta línia és molt extensa. Inicialment va ser construïda per la Metropolitan District Railway el 1868, i es van ampliar fins al 1905. Posteriorment el poderós Charles Yerkes va comprar la companyia per aglutinar-la al seu grup de transports, fins que la ruta es tornà pública.
La línia comptava amb ramals fins a Uxbridge i Hounslow West, els quals ara estan operats per la Piccadilly i va arribar fins a la ciutat de Southend.

## Combois
La majoria dels trens d'aquesta línia són del D stock, però al Ramal de Wimbledon i Edgware Road s'utilitzen els de la C stock., compartits amb les línies Circle i Hammersmith & City. La sèrie D està en renovació i portarà els típics colors del metro: vermell, blanc i blau.

## Estacions
En ordre oest - est.

### Ramal Richmond

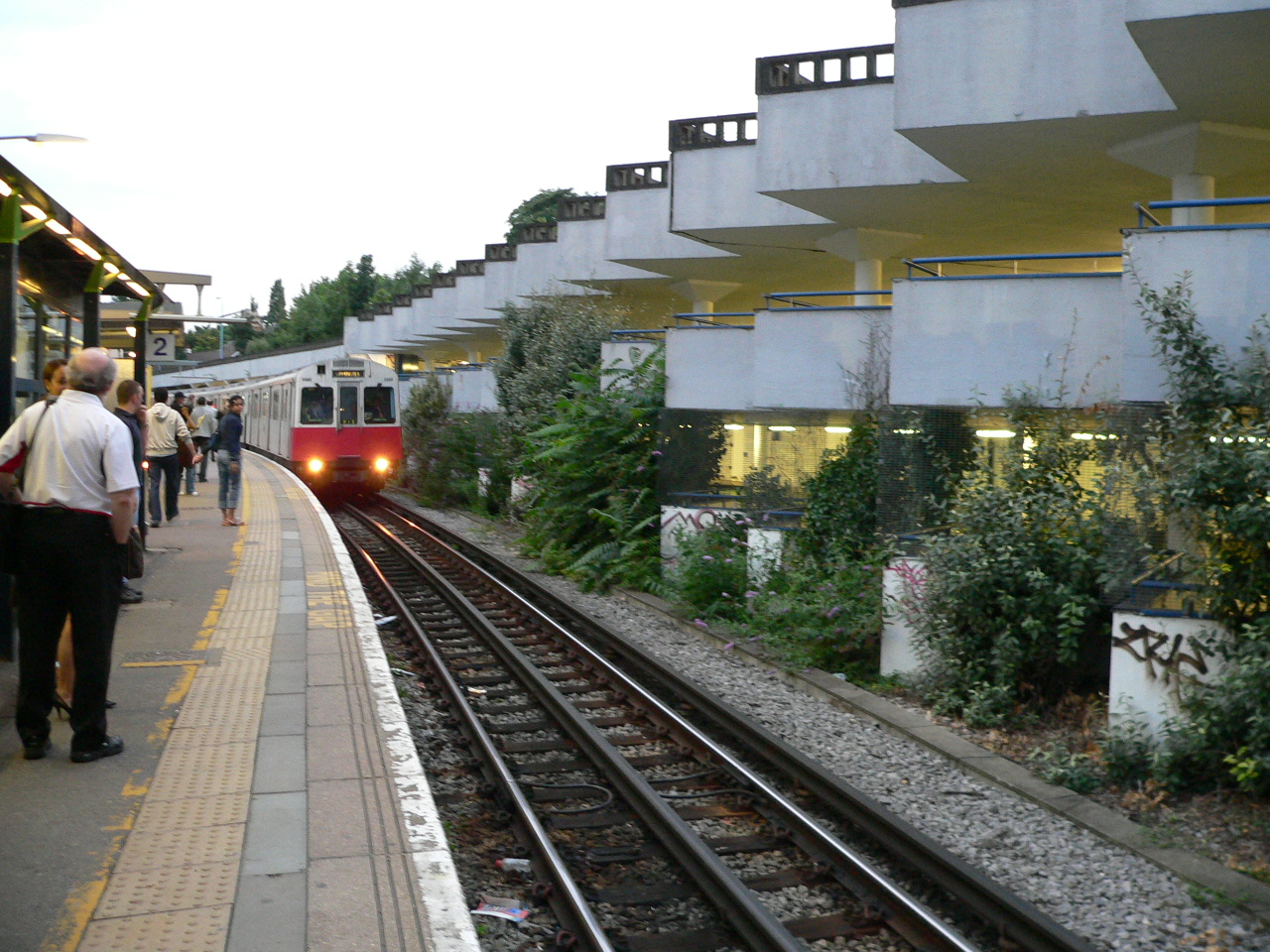
Estació de Gunnersbury en el ramal de Richmond

- Richmond
- Kew Gardens
- Gunnersbury

### Ramal Ealing
- Ealing Broadway
- Ealing Common
- Acton Town

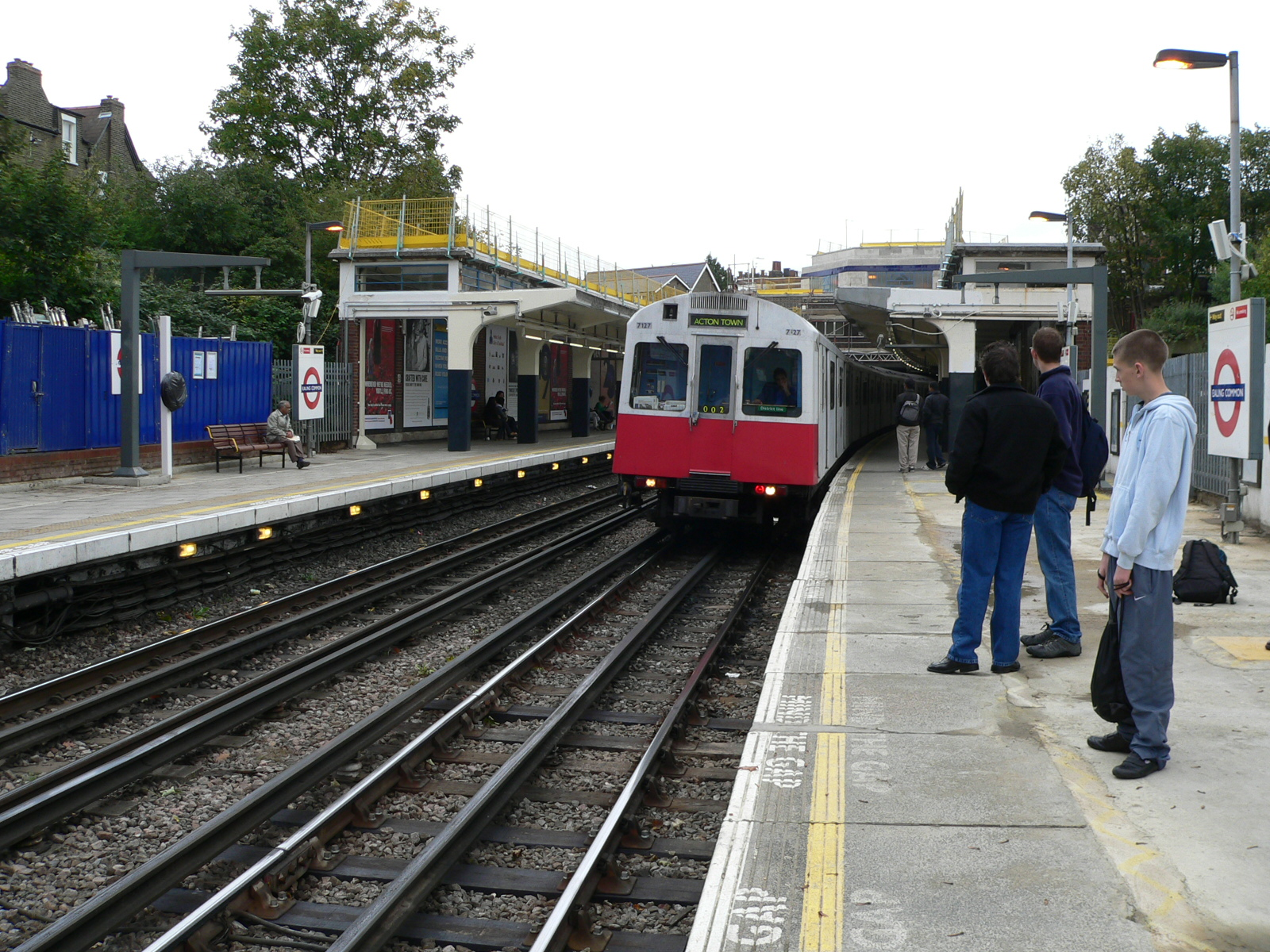
Ealing Common és l'única estació on les línies District i Piccadilly utilitzen les mateixes andanes

- South Acton (estació en un ramal, actualment tancada)
- Chiswick Park

Els ramals de Richmond i Ealing s'uneixen a l'oest de Turnham Green.
- Turnham Green
- Stamford Brook
- Ravenscourt Park
- Hammersmith
- Barons Court
- West Kensington

### Ramal Wimbledon

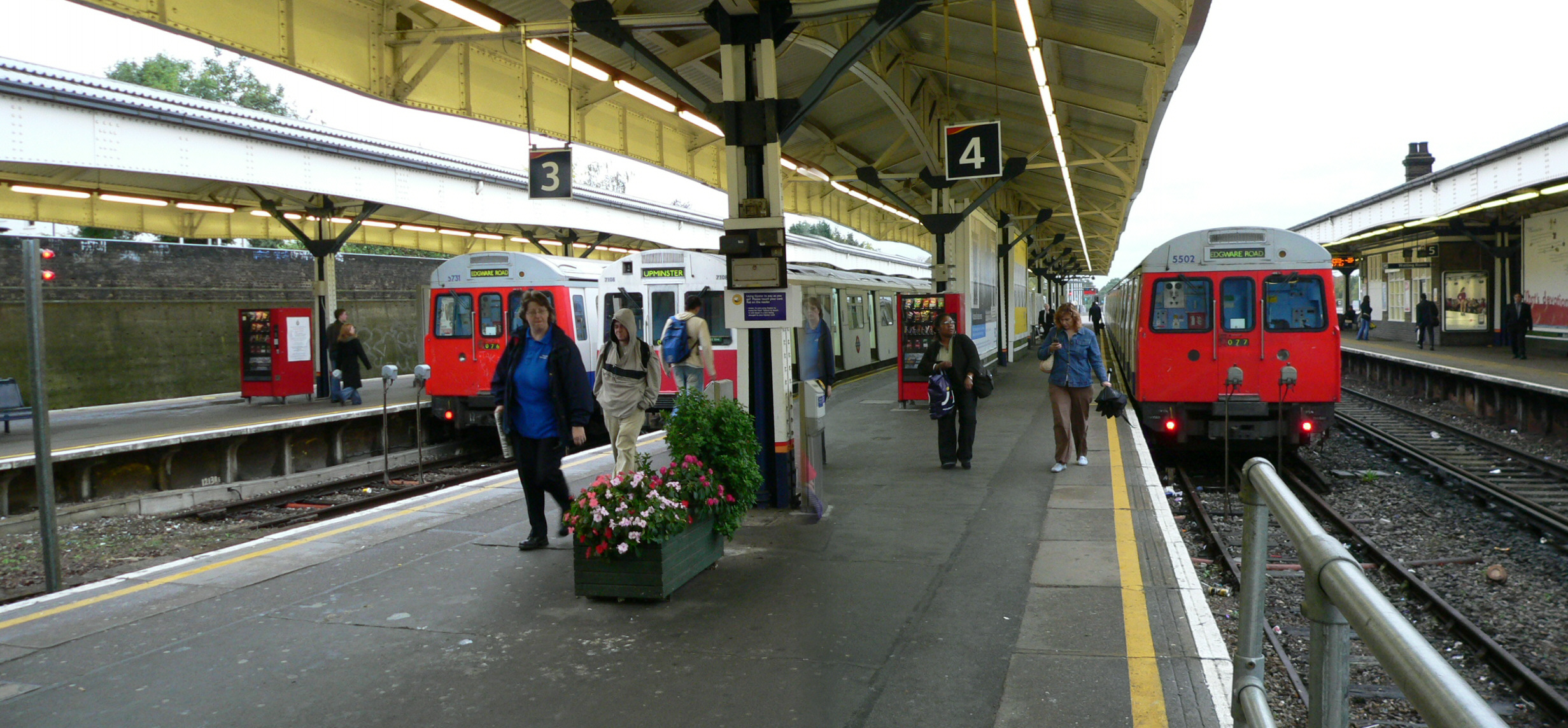
Andanes de la línia District en l'estació de Wimbledon

- Wimbledon
- Wimbledon Park
- Southfields
- East Putney
- Putney Bridge
- Parsons Green
- Fulham Broadway
- West Brompton

### Ramal Kensington (Olympia)
- Kensington (Olympia)

El ramal Kensington (Olympia) s'uneix a la línia principal a l'oest d'Earl's Court; els trens que procedeixen d'aquest ramal generalment es dirigeixen a High Street Kensington.
El ramal Wimbledon s'uneix a la línia principal l'oest d'Earl's Court.

### Tram principal
- Earl's Court
- Gloucester Road
- South Kensington
- Sloane Square
- Victoria
- St. James's Park
- Westminster

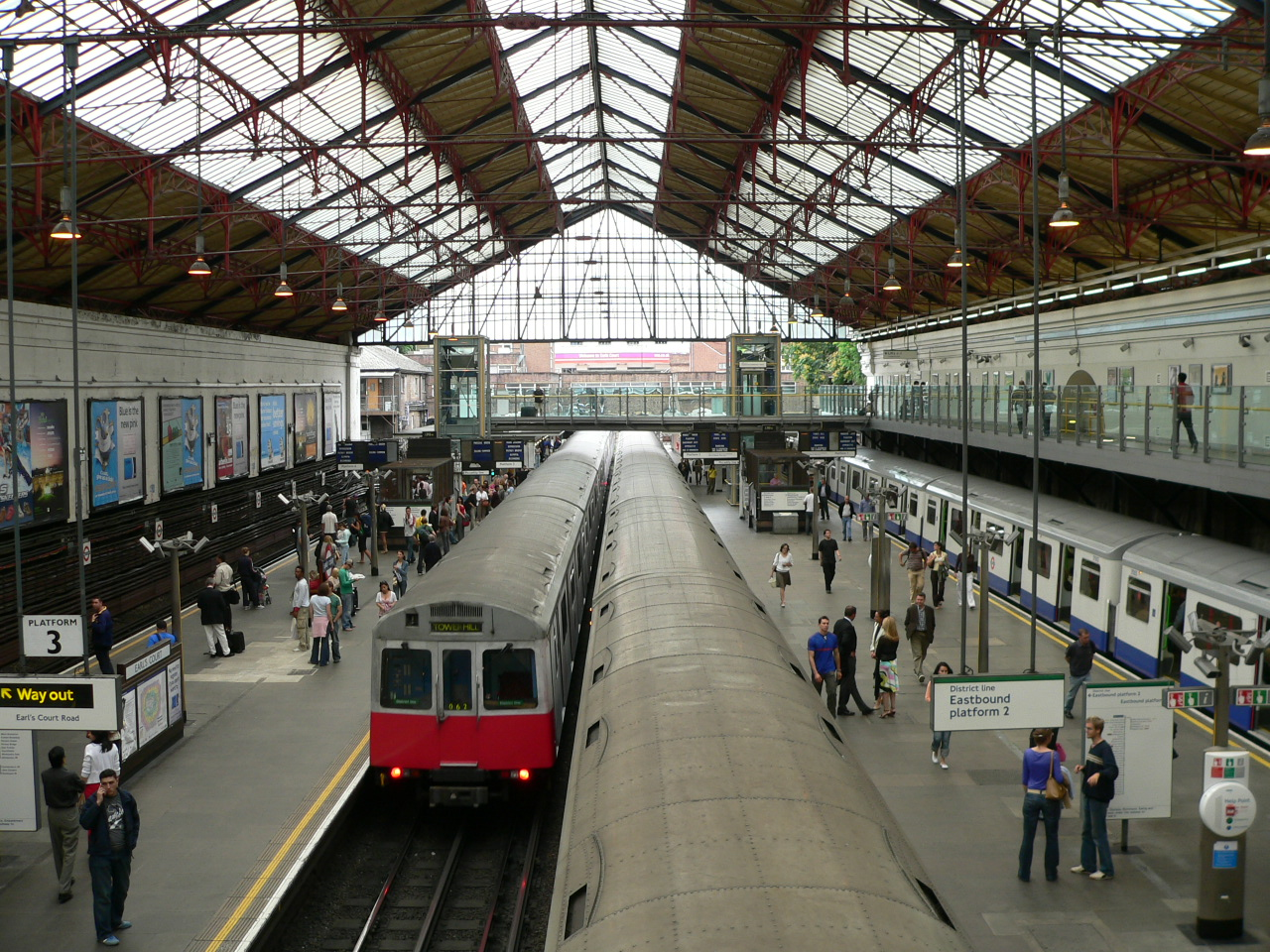
L'estació d'Earl's Court és el centre de la línia District

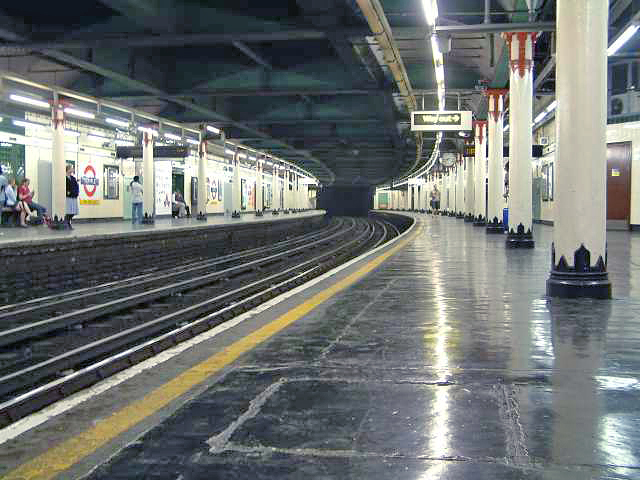
Temple, una estació típica de la línia District construïda per pantalles

- Embankment (a poca distància a peu de l'estació de ferrocarril de Charing Cross)
- Temple
- Blackfriars
- Mansion House
- Cannon Street
- Monument
- Mark Lane (tancada)
- Tower Hill (a poca distància a peu de l'estació de ferrocarril de Fenchurch Street i de l'estació Tower Gateway de la Docklands Light Railway)
- Tower of London (tancada)
- Aldgate East
- St. Mary's (tancada)
- Whitechapel
- Stepney Green
- Mile End
- Bow Road (poca distància a peu de l'estació de Bow Church de la Docklands Light Railway)
- Bromley-by-Bow
- West Ham
- Plaistow
- Upton Park
- East Ham
- Barking
- Upney
- Becontree
- Dagenham Heathway
- Dagenham East
- Elm Park
- Hornchurch
- Upminster Bridge
- Upminster

### Ramal Edgware Road

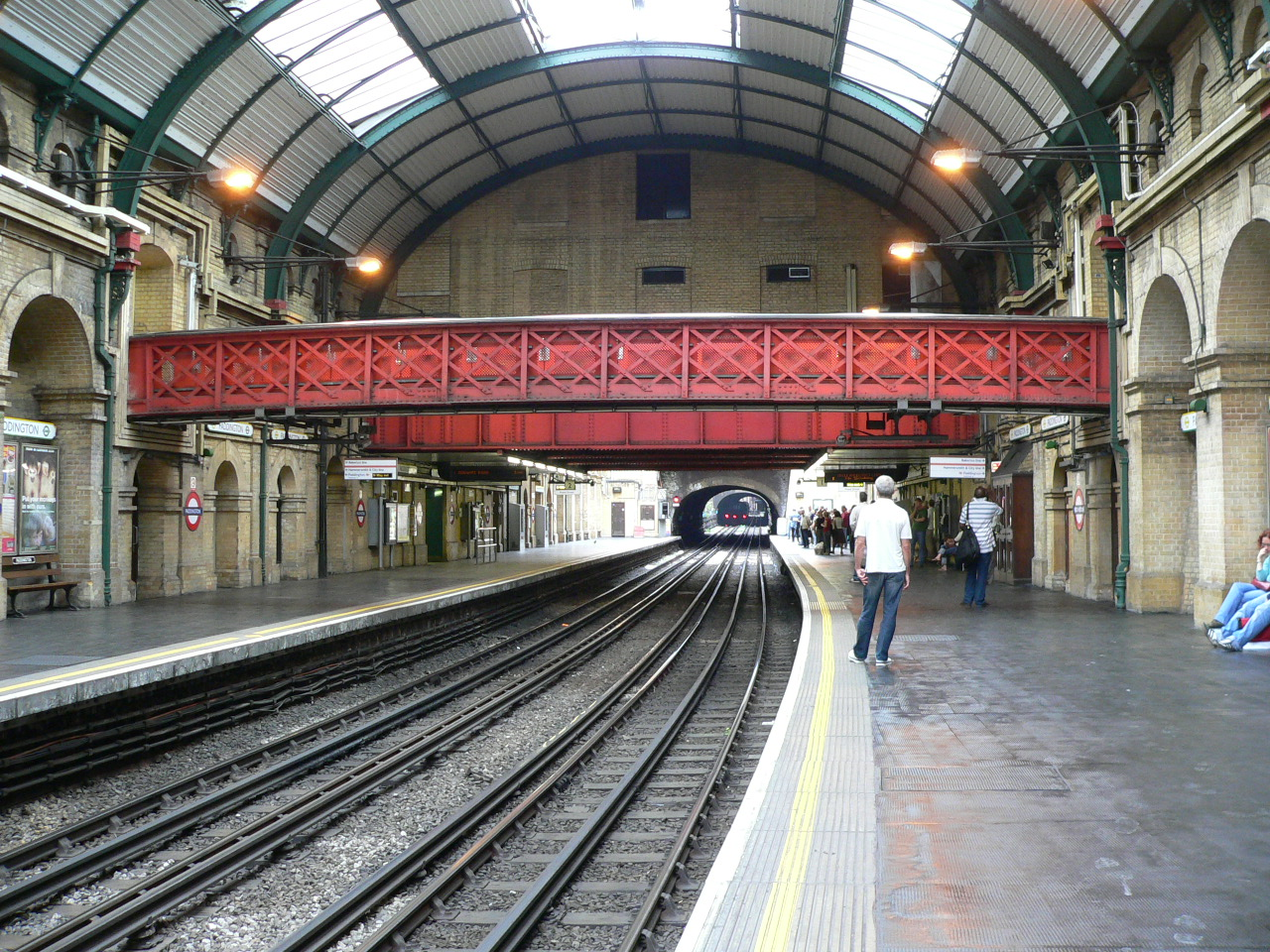
Andanes de les línies District i Circle a l'estació de Paddington, en el ramal Edgware Road

El ramal Edgware Road se separa de la línia principal a l'est d'Earl's Court.
- High Street Kensington
- Notting Hill Gate
- Bayswater
- Paddington
- Edgware Road

## Freqüència del servei
La freqüència actual de la línia, fora de les hores punta, és:
- 6 tph: Ealing Broadway - Tower Hill.
- 6 tph: Richmond - Upminster.
- 6 tph: Wimbledon - Upminster.
- 6 tph: Wimbledon - Edgware Road.
- 4 tph: Kensington (Olympia) - High Street Kensington.

(tph: trens per hora).

## Intercanvi entre serveis ferroviaris
La companyia ferroviària c2c també serveix a Upminster, Barking, West Ham i Fenchurch Street (des de Tower Hill). Els tiquets són vàlids entre les dues companyies (Metro i c2c) por mitjà de les targetes Oyster, acceptades en aquesta secció de la línia c2c.

## Galeria

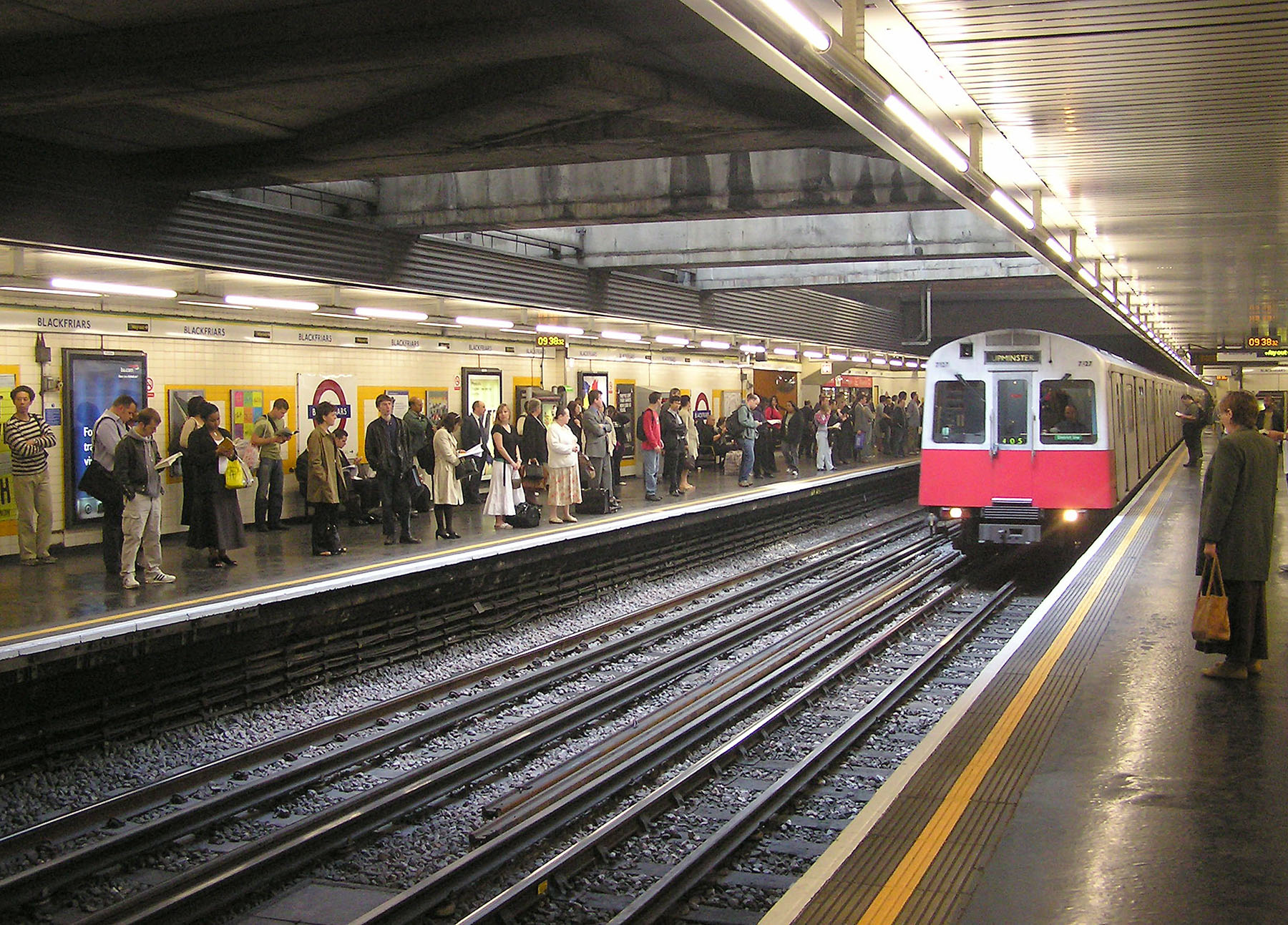
Estació de Blackfriars
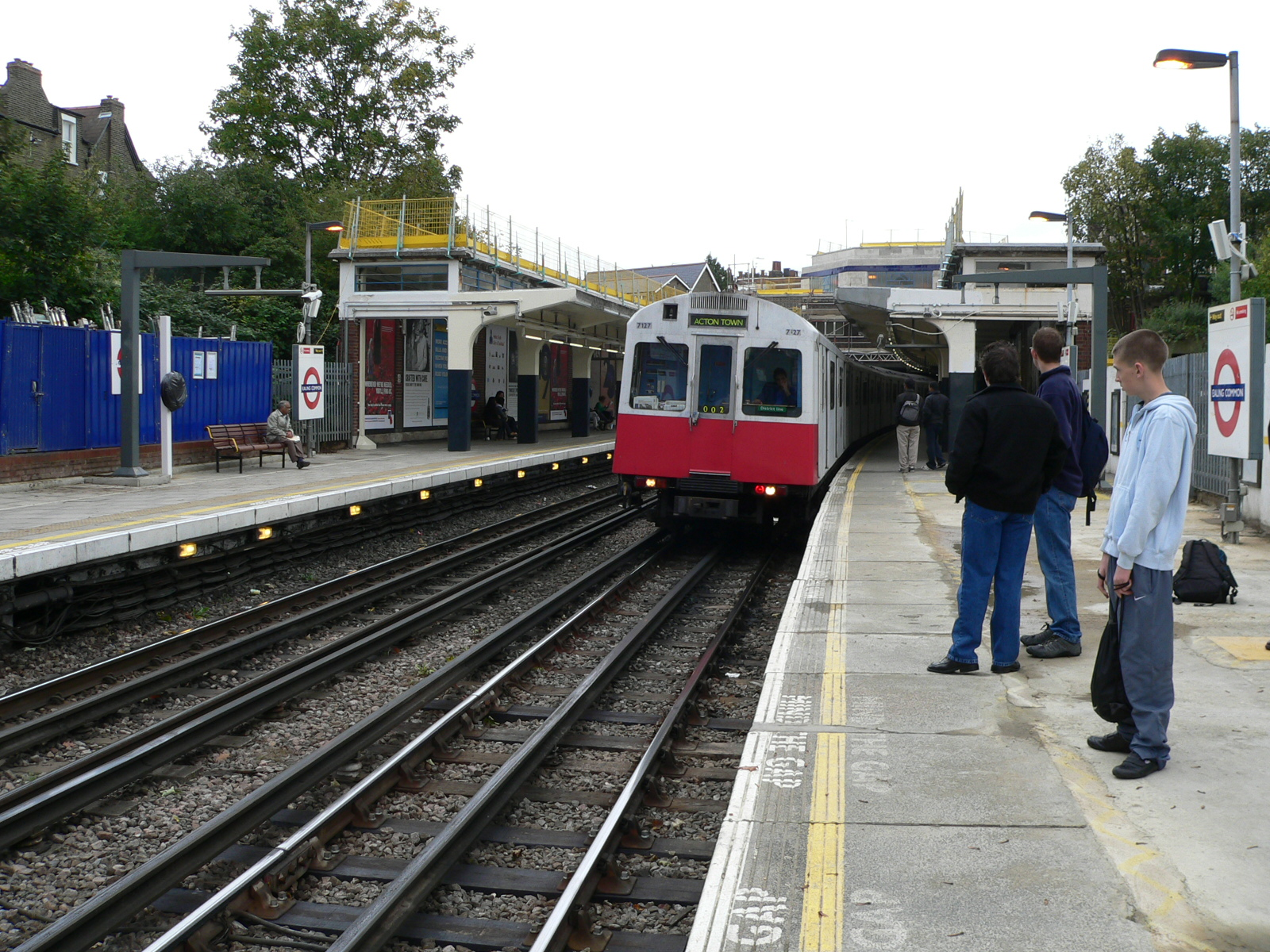
Estació d'Ealing Common
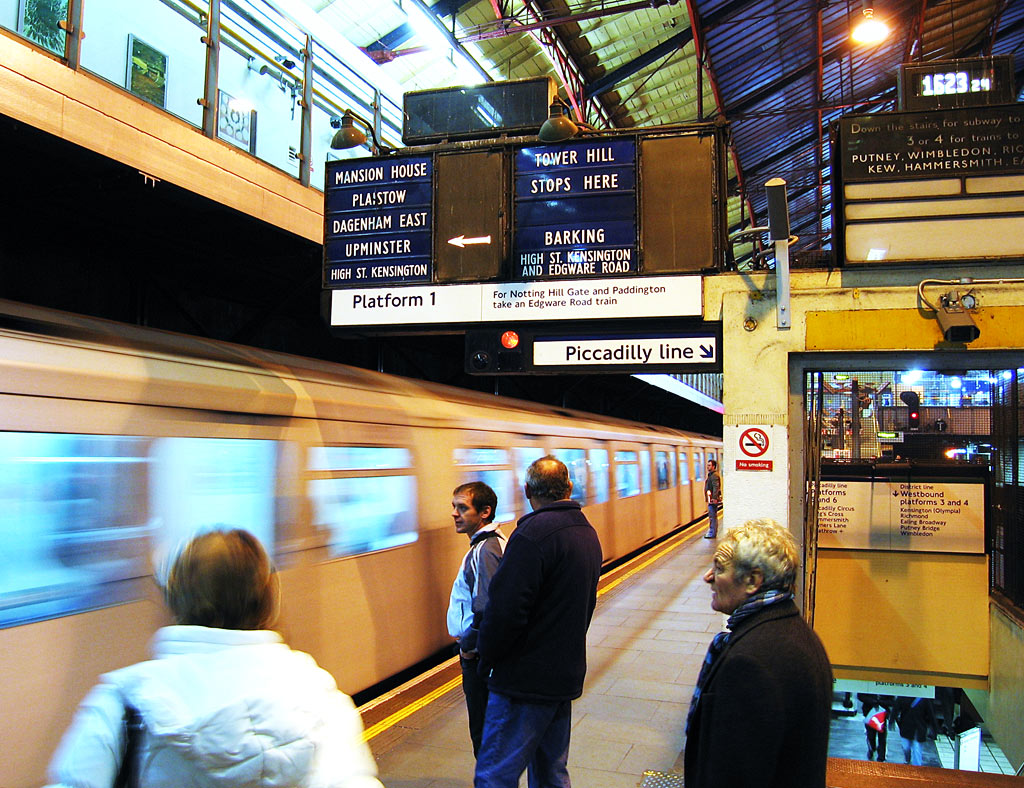
Indicadors a Earl's Court
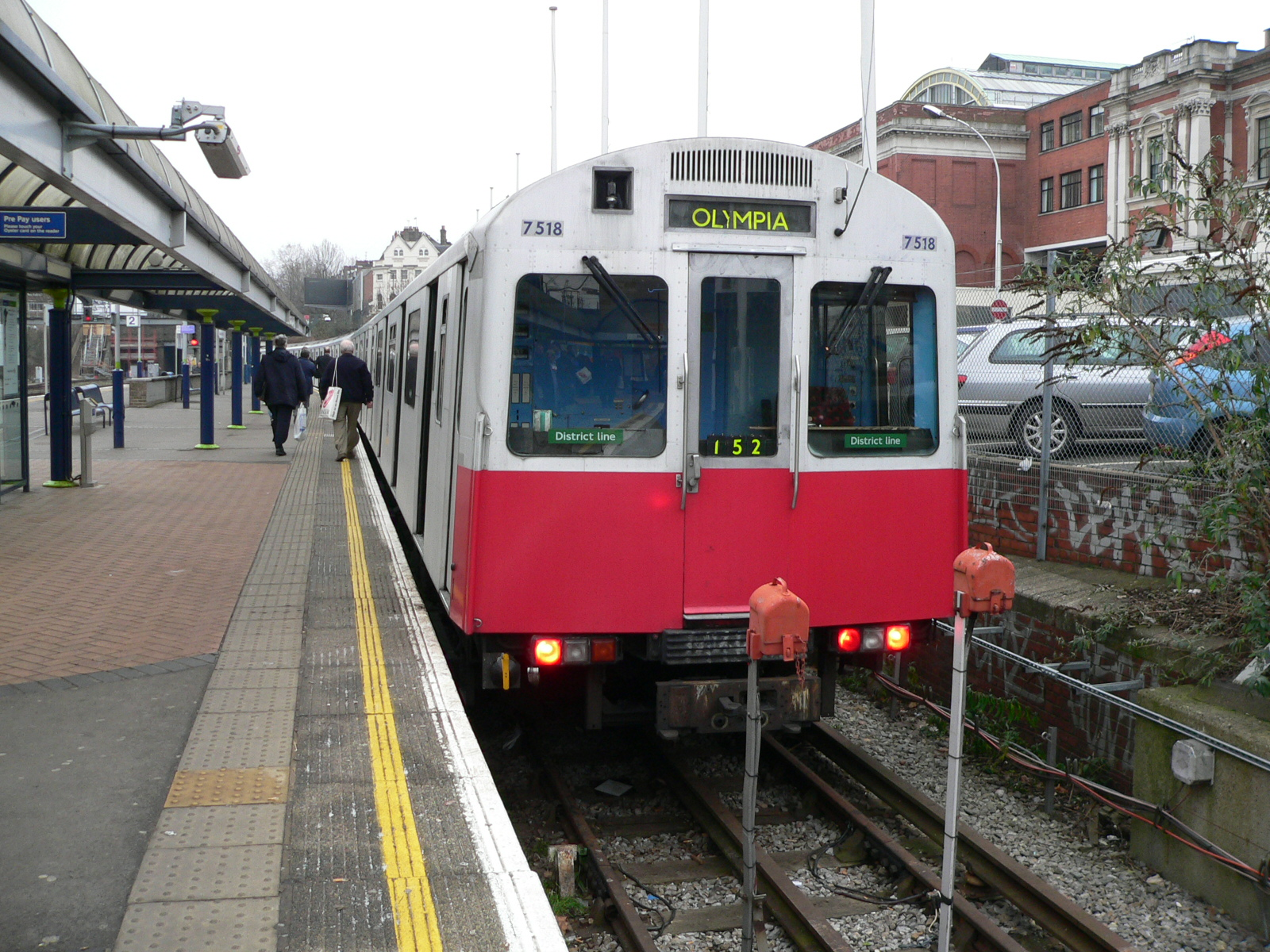
Tren D stock a l'estació de Kensington Olympia
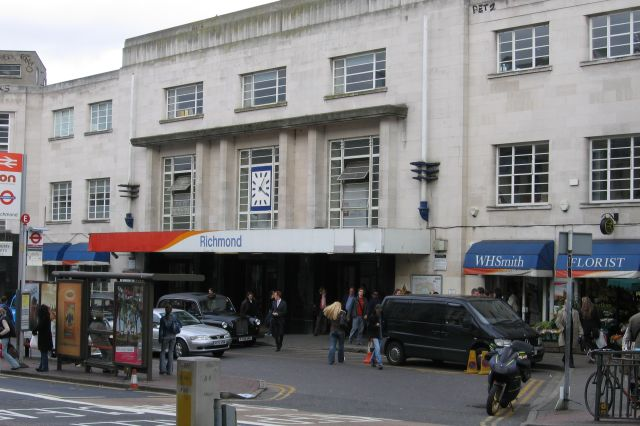
Façana de l'estació de Richmond
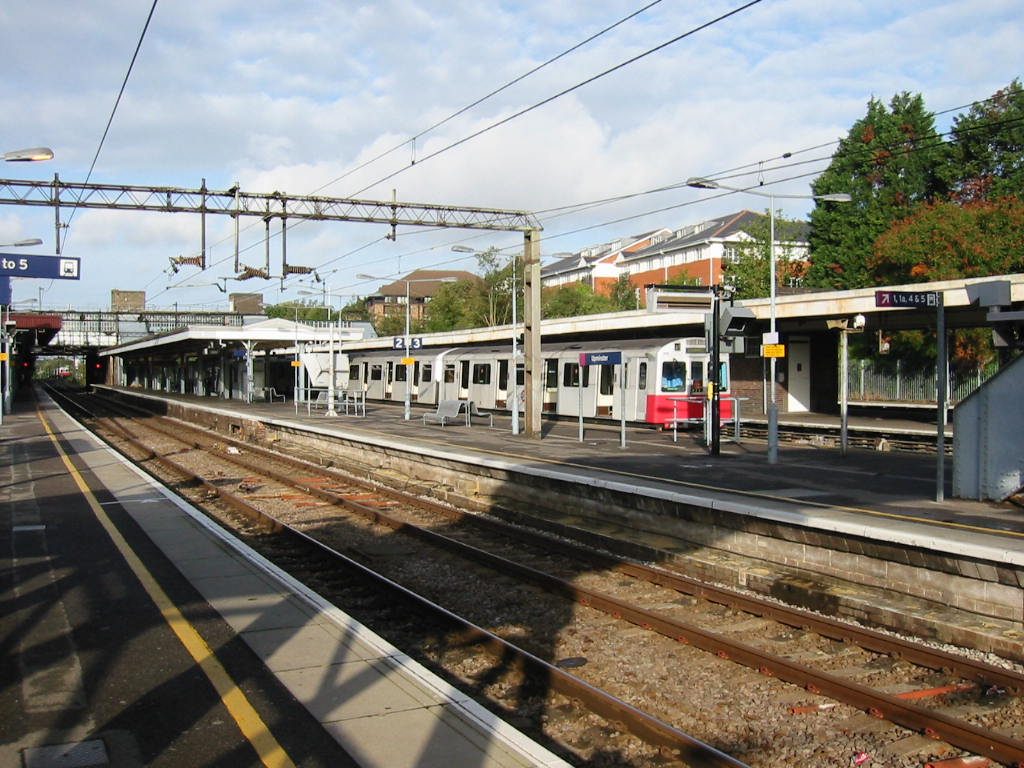
Estació d'Upminster
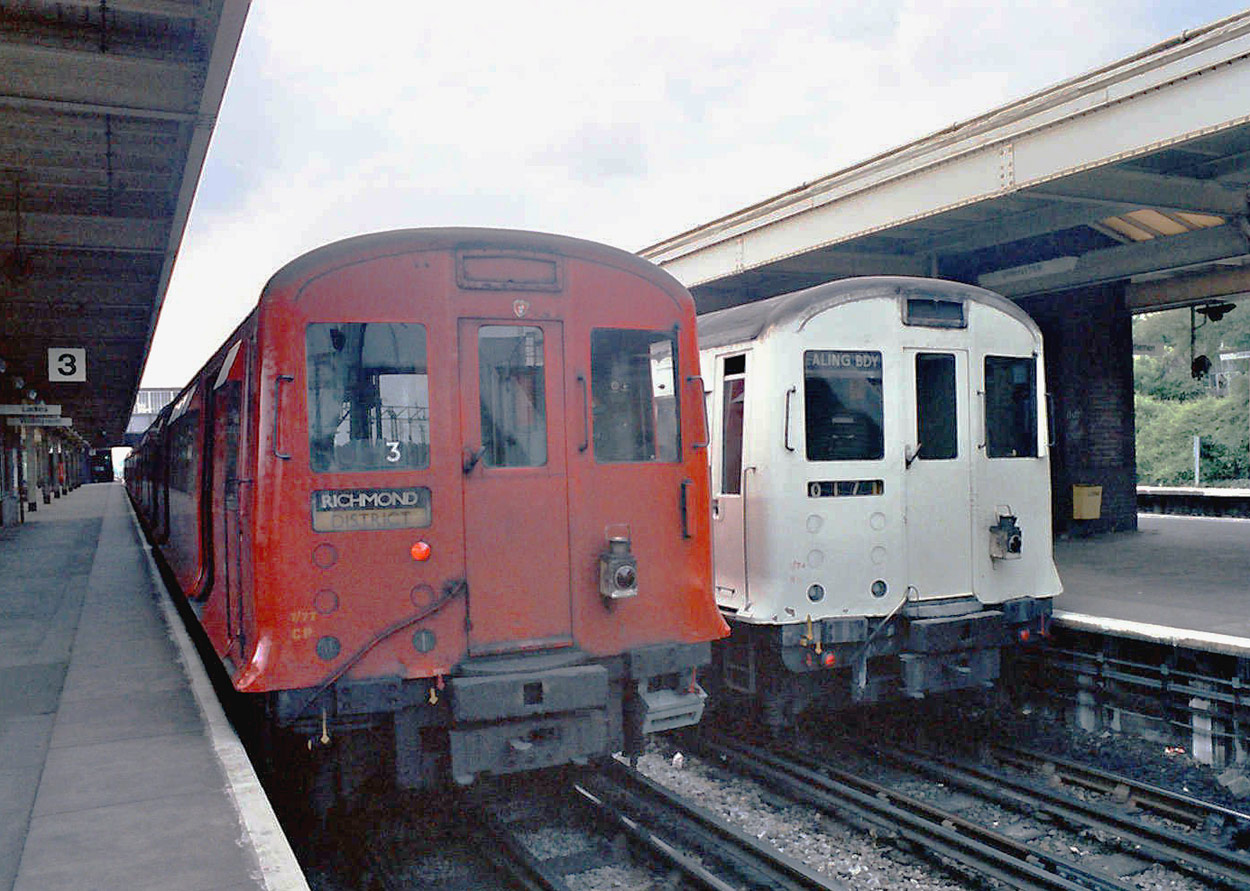
Dos trens a Upminster
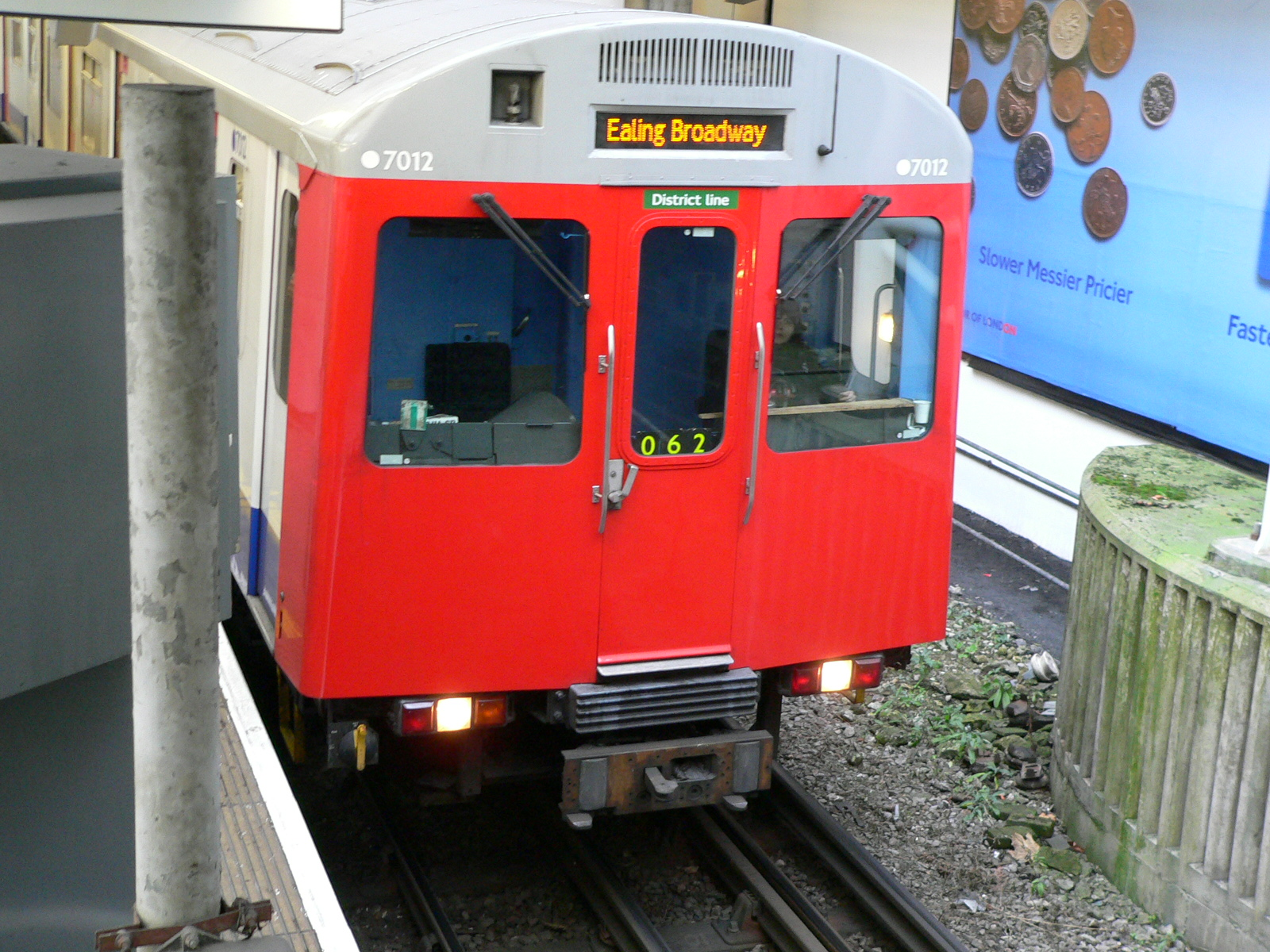
Frontal del tren D78